# Řecký tlumočník
Řecký tlumočník je jedna z 56 krátkých detektivních povídek o Sherlocku Holmesovi, kterou napsal Sir Arthur Conan Doyle. Poprvé byla vydána v září roku 1893 v časopisu The Strand Magazine pod názvem The Adventure of the Greek Interpreter. Je devátou z jedenácti povídek vydaných knižně v souboru Vzpomínky na Sherlocka Holmese (anglicky The Memoirs of Sherlock Holmes).
Sám Doyle příběh zařadil mezi svých 18 nejoblíběnějších holmesovských povídek, udělil mu 17. místo.
Poprvé se zde objevuje postava Mycrofta Holmese, Sherlockova staršího bratra.

## Děj
Sherlock Holmes nikdy nemluví o své rodině, proto byl Watson velmi překvapen, když se mu zmínil, že má bratra. Sherlock se rozhodne je představit, a proto se oba vydají do Diogenova klubu, kde Mycroft Holmes pobývá.
Mycroft nabídne Sherlockovi případ, s nímž ho oslovil jeden ze sousedů – řecký tlumočník Melas.
Před pár dny byl tlumočník ze svého domu unesen. Před Melase byl předveden muž se zalepeným obličejem a ústy. Pomocí psaní odpovídal na otázky, které mu podle rozkazu Melas kladl, týkaly se podepsání jakýchsi listin. Jelikož únosci řecky neuměli, podařilo se Melasovi zjistit i jméno muže – Paul Kratides. Do místnosti ale náhle vešla žena jménem Sofie, jež zajatce znala, a výslech byl přerušen. Melas byl vysazen uprostřed vřesoviště.

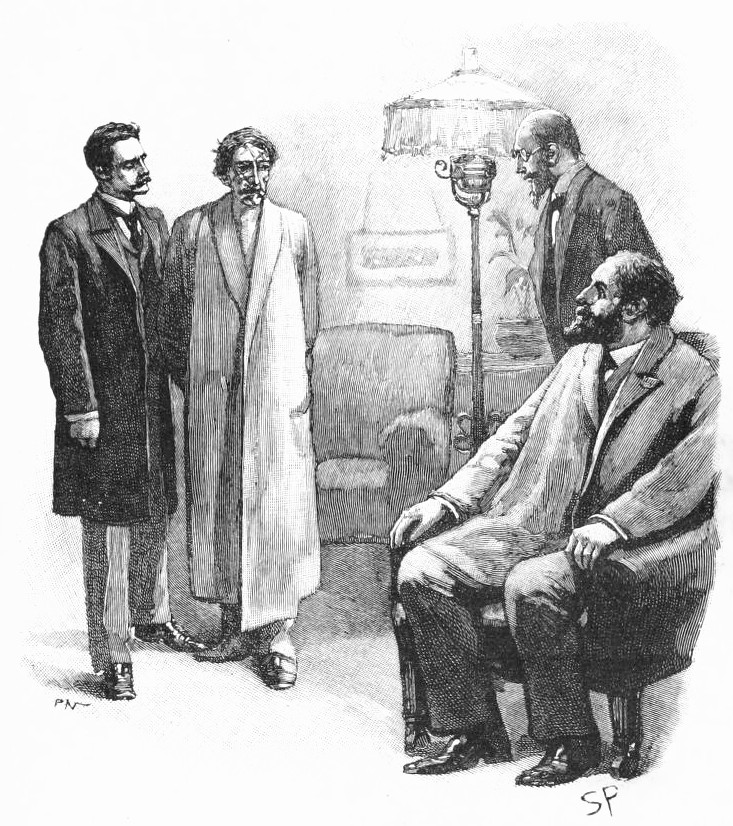
Latimer, Kratides a sedící Melas. (1893, Sidney Paget, The Strand Magazine)

Mycroft podal inzerát požadující informace o Sofii či Kratidesovi. Ozval se muž, který jim sdělil, že Sofie nyní bydlí v Beckenhamu. Všichni tři se tam spolu s policejním inspektorem vydali. V zakouřeném pokoji našli svázaného a přidušeného Melase i Kratidese, kterého se již nepodařilo oživit.
Od autora odpovědi na inzerát se dozvěděli, že bohatá Sofie, původem z Řecka, byla v Anglii na návštěvě, jeden z pachatelů jménem Latimer ji však přesvědčil, aby s ním utekla. Když se o tom dozvěděl její bratr Paul Kratides, vydal se do Anglie, padl však do rukou zločinců, kteří se ho snažili přinutit, aby převedl svůj i Sofiin majetek na ně.
Latimer a jeho společník uprchli i se Sofií. Po několika měsících byla v uherských novinách zveřejněna zpráva, že se dva Angličané cestující s dívkou nejspíše navzájem pobodali. Sherlock si ovšem myslí, že za jejich smrtí stojí Sofie.

## Adaptace
Děj byl zpracován ve stejnojmenné epizodě televizního seriálu Sherlock Holmes (1984–1994). Hlavní roli ztvárnil Jeremy Brett, Mycrofta Holmese si zahrál Charles Gray.
Pro rozhlas adaptovala povídku mimo jiné BBC v letech 1960 a 1992.